# 陣内利夫
陣内 利夫（じんのうち としお、1891年（明治24年）12月 - 没年不詳）は、朝鮮総督府官僚。

## 経歴
佐賀県神埼郡蓮池村（現在の佐賀市）出身。1921年（大正10年）に朝鮮に渡り、1923年（大正12年）に高等試験行政科に合格した。京畿道警視、理事官・江原道学務課長、慶尚南道学務課長、忠清北道地方課長、事務官・平安北道財務部長を経て、1931年（昭和6年）、馬山府尹に就任した。
その後、全州専売支局長、京城地方専売局長、咸鏡南道産業部長、張家口朝鮮総督府出張所長、朝鮮総督府鉄道局理事を歴任した。
退官後、華北煙草株式会社取締役を務めた。